# Allen Butler Talcott
Pour les articles homonymes, voir Talcott.
Allen Butler Talcott, né le 8 avril 1867 à Hartford dans l'état du Connecticut et décédé le 1er juin 1908 à Old Lyme dans le même état, est un peintre américain, spécialisé dans la peinture de paysage. Membre de la colonie d'artistes d'Old Lyme, il est connu pour ces peintures de paysages qu'il réalise souvent en plein air dans un style rappelant l'école de Barbizon et le tonalisme, y incorporant parfois des éléments issus de l'impressionnisme.

## Biographie
Allen Butler Talcott naît à Hartford dans l'état du Connecticut en 1867. Il fréquente le Trinity College de la ville dont il sort diplômé en 1890 et commence son éducation artistique auprès du peintre Dwight William Tryon au sein de la Hartford Art Society.
Il s'installe ensuite à Manhattan pour suivre les cours de l'Art Students League of New York, avant de partir pour la ville de Paris ou il suit les cours de l'Académie Julian sous la direction des peintres Benjamin-Constant et Jean-Paul Laurens. Il expose ces toiles durant le salon des artistes français en 1893 et 1894. En 1897, il séjourne à Arles, ou il loue avec le peintre Frank DuMond l'une des anciennes maisons de Vincent van Gogh. Il rentre l'année suivante aux États-Unis. Il installe son studio à Hartford et partage en compagnie d'autres artistes un complexe de studios créé par le peintre Henry Ward Ranger à New York. Ce dernier fonde en 1899 la colonie d'artistes d'Old Lyme, et Talcott devient l'un des premiers artistes à se joindre au groupe, en compagnie de ami Frank DuMond. Durant cette période, il travaille dans son studio new-yorkais pendant les hivers et passe ses étés à Old Lyme et Hartford. Membre du Salmagundi Club et du Lotos Club (en), il expose régulièrement ces toiles dans divers endroits, comme à l'académie américaine des beaux-arts, à la Pennsylvania Academy of the Fine Arts ou à la Wadsworth Atheneum. Il reçoit une médaille d'argent lors de l'exposition universelle de 1904 à Saint-Louis et une médaille lors de la Lewis and Clark Centennial Exposition à Portland l'année suivante. La même année, il se marie avec Katherine Nash Agnew. En 1907, la Kraushaar Galleries (en) lui consacre une exposition. Il décède prématurement à Old Lyme d'une crise cardiaque en 1908.
Ces œuvres sont notamment visibles ou conservées au Metropolitan Museum of Art, au Mattatuck Museum (en) de Waterbury, au New Britain Museum of American Art de New Britain, au Lyman Allyn Art Museum (en) de New London, au Worcester Art Museum de Worcester et au Florence Griswold Museum d'Old Lyme.

## Œuvres

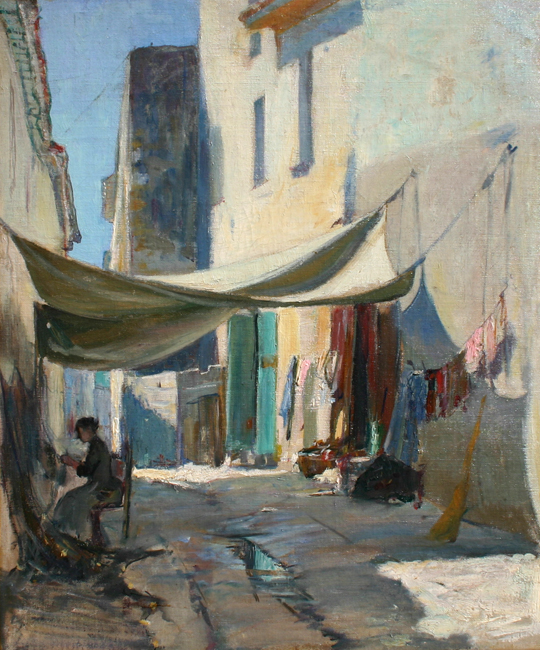
Back Street in France, sans date
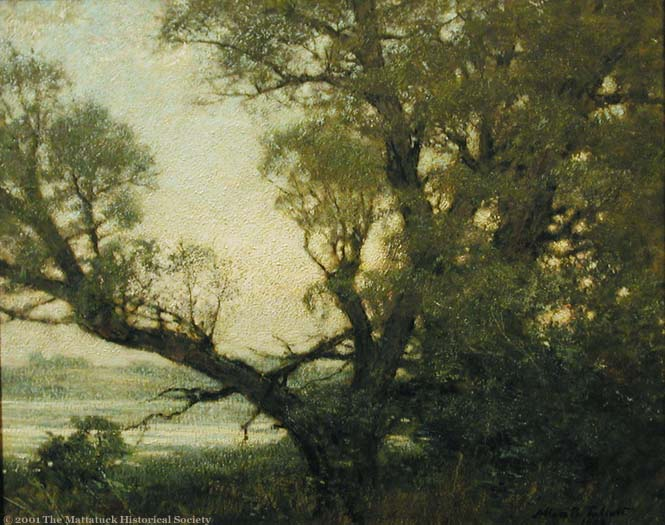
Evening, 1902, Mattatuck Museum (en)
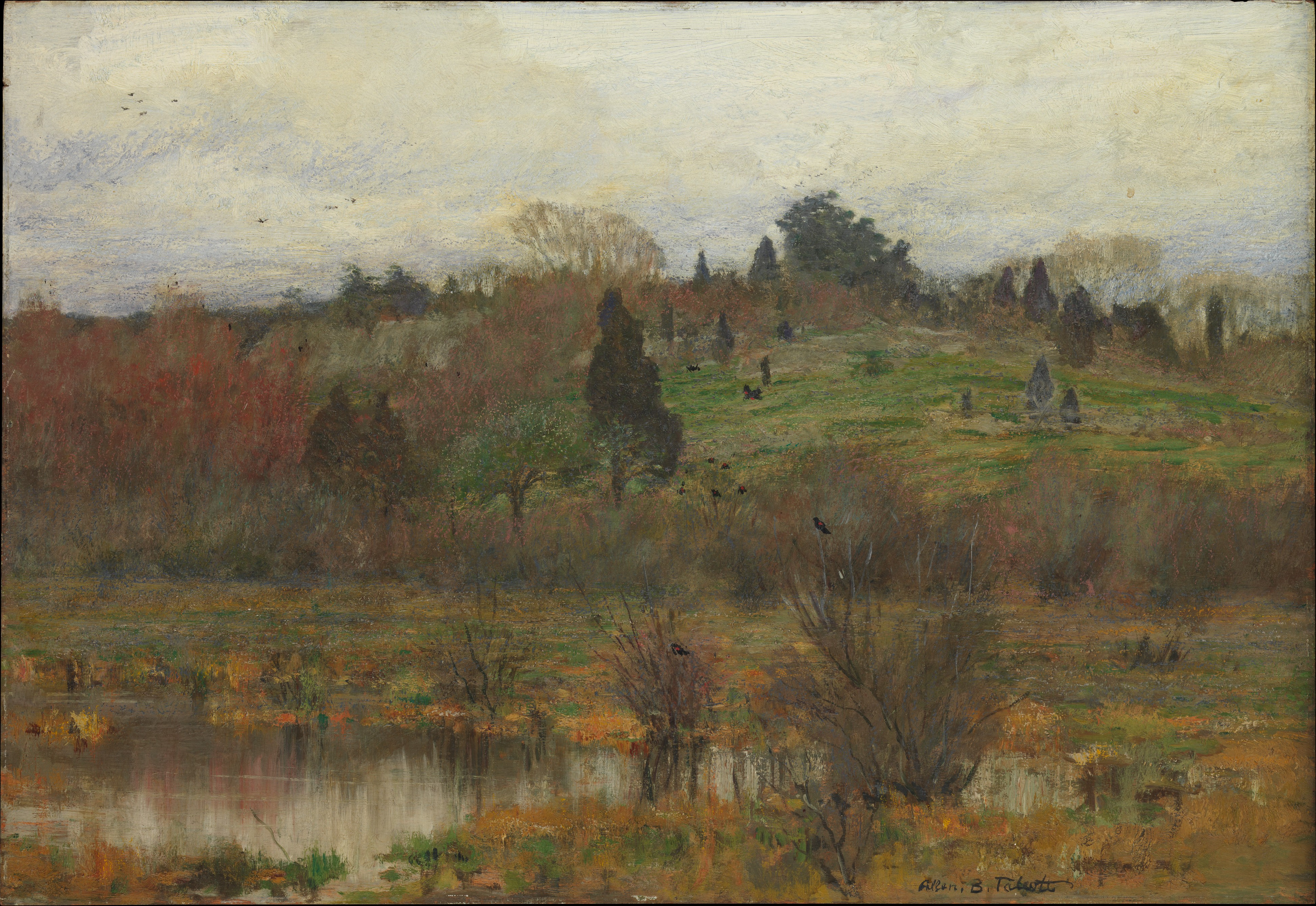
Return of the Redwing, vers 1900, Metropolitan Museum of Art
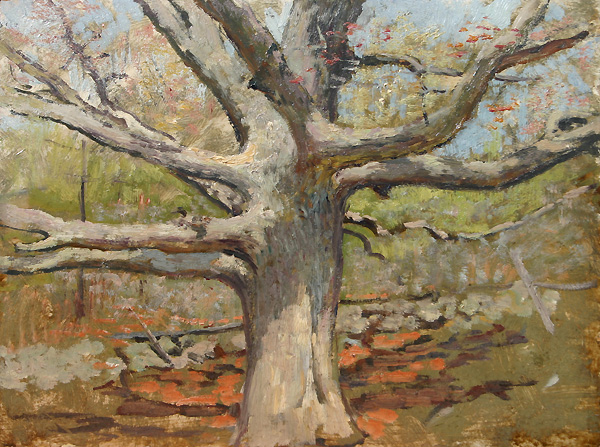
The Great Oak, sans date
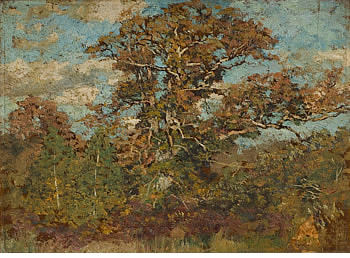
Spreading Oak, vers 1905, Florence Griswold Museum
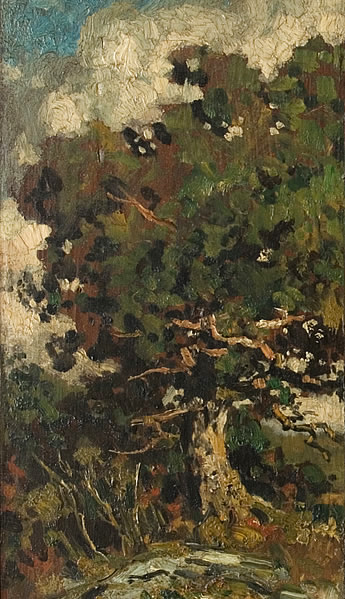
Oak Tree and Marshland, entre 1901 et 1908, Florence Griswold Museum
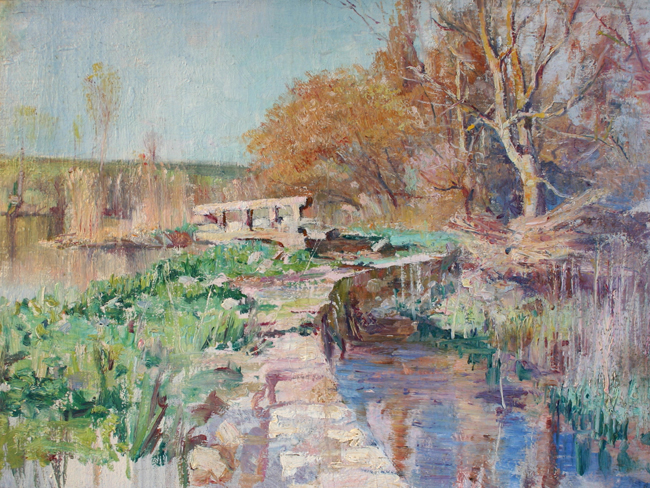
The Bright Light of Autumn, sans date
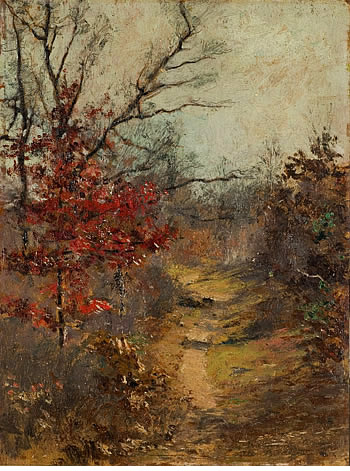
Path Through the Woods, sans date, Florence Griswold Museum